# Kinō nani tabeta?
Kinō nani tabeta? (きのう何食べた?? lett. "Cos'hai mangiato ieri?"), noto internazionalmente come What Did You Eat Yesterday?, è una serie manga scritta e disegnata da Fumi Yoshinaga e serializzata sulla rivista Weekly Morning.
Dal 5 aprile al 28 giugno 2019 è andata in onda una omonima serie TV live-action su TV Tokyo, diretta da Kazuhito Nakae, Katsumi Nojiri, Kenji Katagiri.

## Trama
Kakei Shirou è un diligente e serio avvocato che cucina squisiti banchetti per sé e il suo compagno Yabuki Kenji, un frivolo parrucchiere hippy. La storia si snoda attraverso la quotidiana del lavoro e della cucina addentrandosi in quello che è l'aspetto umano dell'omosessualità e di un rapporto di coppia.

## Personaggi
Shirou Kakei (筧 史朗?)
Serio e diligente lavora come avvocato presso un modesto studio legale e ha l'hobbie della cucina (nella quale si dimostra esperto) ma nel fare la spesa è estremamente parsimonioso. È fidanzato con Yabuki, sebbene non sia proprio il suo tipo di uomo
Kenji Yabuki (矢吹 賢二?)
Estroverso, gioioso e a tratti infantile lavora come parrucchiere e ama la cucina del suo fidanzato Kakei. Veste con completi estremamente vistosi e variopinti.

## Manga
Il manga, scritto e disegnato da Fumi Yoshinaga, è stato serializzato sulla rivista Weekly Morning di Kōdansha a partire dal 22 febbraio 2007. Il primo volume tankōbon è stato pubblicato il 22 novembre 2007 e al 12 novembre 2021 ne sono stati pubblicati in tutto diciannove.

### Volumi
| Nº | Data di prima pubblicazione | Data di prima pubblicazione | Data di prima pubblicazione |
| Nº | Giapponese                  | Giapponese                  |                             |
| -- | --------------------------- | --------------------------- | --------------------------- |
| 1  | 22 novembre 2007            | ISBN 978-4-06-372648-0      |                             |
| 2  | 21 novembre 2008            | ISBN 978-4-06-372754-8      |                             |
| 3  | 23 ottobre 2009             | ISBN 978-4-06-372844-6      |                             |
| 4  | 22 ottobre 2010             | ISBN 978-4-06-372942-9      |                             |
| 5  | 23 settembre 2011           | ISBN 978-4-06-387040-4      |                             |
| 6  | 23 maggio 2012              | ISBN 978-4-06-387116-6      |                             |
| 7  | 3 dicembre 2012             | ISBN 978-4-06-387158-6      |                             |
| 8  | 3 dicembre 2013             | ISBN 978-4-06-387271-2      |                             |
| 9  | 22 agosto 2014              | ISBN 978-4-06-388366-4      |                             |
| 10 | 23 giugno 2015              | ISBN 978-4-06-388446-3      |                             |
| 11 | 20 novembre 2015            | ISBN 978-4-06-388527-9      |                             |
| 12 | 21 ottobre 2016             | ISBN 978-4-06-388647-4      |                             |
| 13 | 22 settembre 2017           | ISBN 978-4-06-510261-9      |                             |
| 14 | 23 luglio 2018              | ISBN 978-4-06-512028-6      |                             |
| 15 | 22 marzo 2019               | ISBN 978-4-06-514949-2      |                             |
| 16 | 23 dicembre 2019            | ISBN 978-4-06-517831-7      |                             |
| 17 | 20 agosto 2020              | ISBN 978-4-06-520309-5      |                             |
| 18 | 21 maggio 2021              | ISBN 978-4-06-523331-3      |                             |
| 19 | 12 novembre 2021            | ISBN 978-4-06-525798-2      |                             |

## Riconoscimenti
La serie nel 2008 è stata candidata alla prima edizione di Manga Taishō, nel 2009 ha ricevuto una menzione d'onore dalla giuria nel 13° Japan Media Arts Festival Awards e nel 2019 ha vinto il 43º premio Kodansha per i manga come miglior manga generale.
Il manga si è posizionato sulla lista “Book of the Year” dal magazine di manga news Da Vinci di Kadokawa Media Factory nel 2014 e nel 2016.